# Ларин, Александр Анатольевич
Александр Анатольевич Ларин (род. 19 сентября 1957) — советский футболист, защитник; российский футбольный тренер.

## Биография
Воспитанник футбольной школы московского «Спартака». В качестве игрока выступал за ряд клубов и коллективов физкультуры Узбекской ССР, в том числе во второй низшей лиге СССР за «Багдадчи», где был играющим тренером. Также сообщается о выступлениях за «Спартак-Нальчик», «Цемент» (Новороссийск)[уточнить].
В качестве тренера работал в клубах «Видное» (в 2003 году до 12 июля — главный тренер), «Нара-Десна». Также тренировал женский клуб «Русь» (Москва) и женскую студенческую сборную России.
Во второй половине 2007 года возглавлял женский клуб высшего дивизиона России «СКА-Ростов-на-Дону», команда финишировала на седьмом месте среди 9 участников.